# Maeotias marginata
Maeotias marginata (лат.) — вид морских и солоноватоводных стрекающих из класса гидроидных, выделяемый в монотипный род Maeotias.

## Описание
Медуза с полусферическим зонтиком диаметром до 40 мм, однако в местах инвазии попадаются особи размером до 55 мм. Имеет 4 радиальных канала, под которыми расположены половые железы, и до 60 слепых центрипетальных каналов разной длины. Более короткие и более длинные каналы правильно чередуются. По краю зонтика расположено до 600 щупалец и около 200 статоцистов. Полипы этого вида не известны.

## Ареал и места обитания
Естественный ареал M. marginata охватывает Азовское море, Бугский лиман, устья Дона и Кубани, лиманы румынского и болгарского побережий Чёрного моря. Помимо этого, данный вид был интродуцирован в опреснённые водоёмы прибрежных зон Европы и Северной Америки, куда попал, вероятно, вместе с балластной водой морских судов на стадии полипа или яйца. В 1968 году он был впервые зафиксирован в Северной Америке — в эстуариях рек, впадающих в Чесапикский залив. В 1962-м особи этого вида были впервые обнаружены у берегов Голландии, в 1971-м — у атлантического побережья Франции. С 1992-93 годов медуз этого вида стали регулярно встречать на тихоокеанском побережье США — в заливе Сан-Франциско и эстуариях рек Петалума и Напа, а с 1999-го — в северной части Балтийского моря: сначала в проливах между островами у западных берегов Эстонии, а в августе 2012-го вид был отмечен у юго-западного побережья Финляндии.
Медузы держатся в приповерхностных слоях воды и входят в состав морского зоопланктона.

## Питание и размножение
Питается зоопланктоном, рацион состоит в основном из мелких ракообразных: яиц и личинок веслоногих и усоногих рачков и крабов. Размножаются как половым, так и бесполым (почкование) способом.

## Сокращение численности и охрана
Численность в естественных местах обитания неизвестна, встречается очень редко, одиночными особями. Основную угрозу для вида представляет загрязнение устьев рек и прибрежных акваторий морей.
Как уязвимый вид M. marginata занесена в Красную книгу Украины. Для сохранение вида требуется защита мест его обитания.